# CJOH-DT
CJOH-DT (connu en ondes sous le nom de CTV ou CTV Ottawa) est une station de télévision canadienne située à Ottawa, Ontario. Détenue par Bell Média, elle fait partie du réseau CTV.
CJOH couvre le grand territoire de l'Est de l'Ontario, la région québécoise de l'Outaouais et une partie du nord de l'État de New York aux États-Unis. Son antenne principale est située sur la tour Ryan au Camp Fortune à Gatineau.

## Télévision numérique terrestre et haute définition
CJOH a d'abord fourni un signal haute définition via Vidéotron et Rogers dès le 1er décembre 2009. CJOH a cessé d'émettre en mode analogique dans la région d'Ottawa le 31 août 2011 à 0h05, après le bulletin de nouvelles et a commencé à diffuser en mode numérique sur le canal 13 quelques minutes plus tard. Les 3 autres antennes continuent de diffuser en mode analogique pour l'instant.

## Antennes
Le signal de Cornwall rejoint une partie de l'ouest de Montréal.